# Ларованисцкали
Ларованисцкали (устар. Ларованис-Цкали, груз. ლაროვანისწყალი) — горная река в историко-географической области Тушетии на северо-востоке Грузии. Протекает по территории Ахметского муниципалитета Кахетии в северо-западной части Тушетского национального парка. Правый приток реки Пирикительская Алазани.
Длина реки составляет 19,2 (20) км. Площадь бассейна — 59,9 (59,8) км².
Истоки реки находятся выше 3300 м над уровнем моря, на горных склонах у вершины Амуго (3839 м) в районе стыка хребтов Алазанский, Ацунта и Руани, вблизи границы Грузии с Россией. От истока первые 3 км Ларованисцкали течёт на юго-восток, затем поворачивает на северо-восток, в нижнем течении преобладающим направлением течения становится восток. Ширина реки около устья составляет 10 м, глубина — 0,5 м. Скорость течения в начале нижнего течения достигает 1,7 м/с, около устья — 1,8 м/с. Устье Ларованисцкали находится в 27 км по правому берегу реки Пирикительская Алазани, на высоте 2008 метров над уровнем моря, западнее нежилого села Гиреви.
Межень осенью и зимой, половодье приходится на весну и лето. Среднегодовой расход воды составляет 1,7 м³/с.
Ни одного населённого пункта около реки нет.